# Domenico Tedesco
Domenico Tedesco (Rossano, 12 de setembro de 1985) é um treinador de futebol ítalo-alemão. Atualmente, está sem clube.

## Carreira
Radicado na Alemanha desde os 2 anos, Tedesco jogou nas categorias de base do ASV Aichwald e do FV Zuffenhausen, porém nunca chegou a se profissionalizar e virou empregado da Daimler AG (atual Mercedes-Benz Group), acumulando com as funções de técnico do time Sub-9 do Aichwald.[carece de fontes?]
Em julho de 2008, com apenas 22 anos de idade, ingressou na comissão técnica do Stuttgart, onde trabalharia como auxiliar de Thomas Schneider na equipe Sub-19 até 2013, quando foi promovido ao comando técnico. Em 2015 foi para o Hoffenheim, onde permaneceria como treinador da base até 2017, ano em que teve sua primeira experiência como técnico principal de uma equipe, ao substituir Pavel Dochev no Erzgebirge Aue, que estavam na última posição da 2. Bundesliga. Sob o comando de Tedesco, os violetas venceram 6 jogos, empataram 2 e perderam 3 partidas, terminando em 14º lugar. O desempenho chamou a atenção do Schalke 04 que o contratou para a temporada seguinte.
Assinando por 2 temporadas com os Azuis Reais, Tedesco voltou a surpreender em novembro de 2017, quando o Schalke perdia por 4 a 0 para o Borussia Dortmund e após fazer 3 mudanças, viu a equipe obter um improvável empate por 4 a 4. Em março de 2019, sua passagem pelo clube foi encerrada após uma derrota por 7 a 0 para o Manchester City, pelas oitavas-de-final da Liga dos Campeões da UEFA. Voltou à ativa em outubro do mesmo ano, ao assinar com o Spartak Moscou, onde ganhou o apoio da torcida apesar de não convencer nos resultados em campo. Em dezembro de 2020, Tedesco anunciou que não renovaria o contrato, devido aos impactos da pandemia de COVID-19 e que pretendia ficar mais tempo ao lado de familiares..
Em dezembro de 2021, o RB Leipzig anunciou a contratação do treinador, substituindo Jesse Marsch. Os destaques foram a campanha na Liga Europa, quando levou o RB até a semifinal (a equipe foi eliminada pelo Rangers por 3 a 2 no placar agregado) e a final da Copa da Alemanha, que terminou com o título conquistado sobre o Freiburg, vencendo por 4 a 2 nos pênaltis.
Em 8 fevereiro de 2023, foi anunciado como treinador da Seleção Belga, sucedendo Roberto Martínez, que fora demitido após a Copa do Mundo FIFA de 2022. Em janeiro de 2025, a Seleção Belga anunciou a demissão do treinador.

##### Jogos pela seleção belga
Legenda:      Vitórias —      Empates —      Derrotas
|      | Data           | Competição                | Local      | Placar | Adversário | Ref.   |      |
| 2023 | 2023           | 2023                      | 2023       | 2023   | 2023       | 2023   | 2023 |
| ---- | -------------- | ------------------------- | ---------- | ------ | ---------- | ------ | ---- |
| 1    | 24 de março    | Eliminatórias da Eurocopa | Solna      | 3 – 0  | Suécia     | [ 13 ] |      |
| 2    | 28 de março    | Amistoso                  | Colônia    | 3 – 2  | Alemanha   | [ 14 ] |      |
| 3    | 17 de junho    | Eliminatórias da Eurocopa | Bruxelas   | 1 – 1  | Áustria    | [ 15 ] |      |
| 4    | 20 de junho    | Eliminatórias da Eurocopa | Tallinn    | 3 – 0  | Estónia    | [ 16 ] |      |
| 5    | 9 de setembro  | Eliminatórias da Eurocopa | Baku       | 1 – 0  | Azerbaijão | [ 17 ] |      |
| 6    | 12 de setembro | Eliminatórias da Eurocopa | Bruxelas   | 5 – 0  | Estónia    | [ 18 ] |      |
| 7    | 13 de outubro  | Eliminatórias da Eurocopa | Viena      | 3 – 2  | Áustria    | [ 19 ] |      |
| 8    | 16 de outubro  | Eliminatórias da Eurocopa | Bruxelas   | 1 – 1  | Suécia     | [ 20 ] |      |
| 9    | 15 de novembro | Amistoso                  | Lovaina    | 1 – 0  | Sérvia     | [ 21 ] |      |
| 10   | 19 de novembro | Eliminatórias da Eurocopa | Bruxelas   | 5 – 0  | Azerbaijão | [ 22 ] |      |
| 2024 |                |                           |            |        |            |        |      |
| 11   | 23 de março    | Amistoso                  | Dublin     | 0 – 0  | Irlanda    | [ 23 ] |      |
| 12   | 26 de março    | Amistoso                  | Londres    | 2 – 2  | Inglaterra | [ 24 ] |      |
| 13   | 5 de junho     | Amistoso                  | Bruxelas   | 2 – 0  | Montenegro | [ 25 ] |      |
| 14   | 8 de junho     | Amistoso                  | Bruxelas   | 3 – 0  | Luxemburgo | [ 26 ] |      |
| 15   | 17 de junho    | Eurocopa                  | Frankfurt  | 0 – 1  | Eslováquia | [ 27 ] |      |
| 16   | 22 de junho    | Eurocopa                  | Colônia    | 2 – 0  | Romênia    | [ 28 ] |      |
| 17   | 26 de junho    | Eurocopa                  | Stuttgart  | 0 – 0  | Ucrânia    | [ 29 ] |      |
| 18   | 1 de julho     | Eurocopa                  | Düsseldorf | 0 – 1  | França     | [ 30 ] |      |
| 19   | 6 de setembro  | Liga das Nações           | Debrecen   | 3 – 1  | Israel     | [ 31 ] |      |
| 20   | 9 de setembro  | Liga das Nações           | Lyon       | 0 – 2  | França     | [ 32 ] |      |
| 21   | 10 de outubro  | Liga das Nações           | Roma       | 2 – 2  | Itália     | [ 33 ] |      |
| 22   | 14 de outubro  | Liga das Nações           | Bruxelas   | 1 – 2  | França     | [ 34 ] |      |
| 23   | 14 de novembro | Liga das Nações           | Bruxelas   | 0 – 1  | Itália     | [ 35 ] |      |
| 24   | 17 de novembro | Liga das Nações           | Budapeste  | 0 – 1  | Israel     | [ 36 ] |      |

## Estatísticas
| Clube          | Jogos | Vitórias | Empates | Derrotas | Aproveitamento |
| -------------- | ----- | -------- | ------- | -------- | -------------- |
| Erzgebirge Aue | 11    | 6        | 2       | 3        | 60.61%         |
| Schalke 04     | 75    | 33       | 17      | 25       | 51.56%         |
| Spartak Moscou | 54    | 27       | 10      | 17       | 56.17%         |
| RB Leipzig     | 38    | 20       | 9       | 9        | 60.53%         |
| Bélgica        | 24    | 12       | 6       | 6        | 58.33%         |

## Títulos
RB Leipzig
- Copa da Alemanha: 2021–22